# Martin Hoffmann (Ingenieur)
Martin Hoffmann (* 1. Februar 1930 in Oederan; † 2. Juni 2018) war ein deutscher Menschenrechtsaktivist in der DDR, Opfer des Stalinismus sowie Sachbuchautor.
1949 trat Hoffmann in die LDPD ein. Er studierte von 1950 bis 1951 an der Ingenieurschule Mittweida. Dort gründete er 1950 eine Menschenrechtsgruppe und leistete Widerstand gegen Menschenrechtsverletzungen in der DDR. Ab Frühjahr 1950 bestanden Kontakte zur Kampfgruppe gegen Unmenschlichkeit. Daraufhin wurde er am 24. Oktober 1951 von der Stasi verhaftet und an die Sowjetische Militäradministration in Deutschland ausgeliefert. 1952 verurteilte ihn das sowjetische Militärtribunal in Dresden wegen „Antisowjethetze“ zu dreimal 25 Jahren Zwangsarbeit. Diese musste er im Kohlenbergbau des Gulag Workuta unter verschärftem Regime ableisten (Schacht 40). Jeglicher Kontakt zu Angehörigen wurde ihm untersagt. 1955 konnte er aufgrund der Verhandlungen Konrad Adenauers heimkehren. 1956 flüchtete Hoffmann über West-Berlin nach Karlsruhe. Dort erwarb er ein Diplom für Nachrichtentechnik. Bis zu seinem Ruhestand arbeitete Hoffmann als technischer Leiter und Betriebsingenieur bei einer Landesversicherungsanstalt. 
1996 rehabilitierte die Militärstaatsanwaltschaft Moskau Hoffmann. 2001 gründete er ein privates Zeitzeugenmuseum in Karlsruhe, 2002 ein weiteres in seinem Geburtsort Oederan. Beide Sammlungen bestehen „wesentlich aus Erinnerungsstücken Hoffmanns“. 2007 erfolgte seine Promotion zum Dr. phil an der Universität Karlsruhe.
Martin Hoffmann wurde für sein Engagement 2008 das Bundesverdienstkreuz am Bande verliehen.